# Kédougou
Kédougou es la mayor localidad del sureste de Senegal, cerca de sus fronteras con Malí y Guinea Conakry.

## Historia

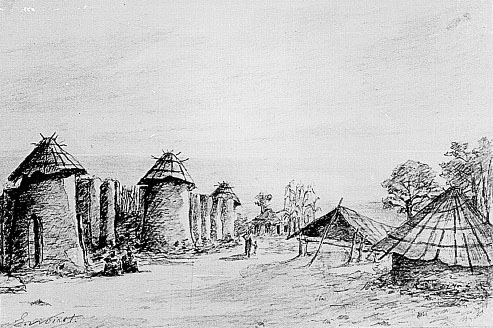
La fortificación de Kédougou (dibujo de 1881).

Kédougou fue fundada por los Diakhanké. Su nombre significa "el país del hombre".
Su fortificación o "tata" de Bademba es característico de la región de los pueblos tenda (que agrupa a los grupos étnicos bassari, coniagui y bédik) está considerado como un Monumento Histórico.

## Administración
La ciudad es la capital del departamento de Kédougou y de la Región de Kédougou.